# IC 7
IC 7 је елиптична галаксија у сазвјежђу Рибе која се налази на листи објеката дубоког неба у Индекс каталогу.
Деклинација објекта је + 10° 35' 43" а ректасцензија 0h 18m 53,0s. Привидна величина (магнитуда) објекта IC 7 износи 13,8 а фотографска магнитуда 14,8. IC 7 је још познат и под ознакама CGCG 433-43, KARA 14, PGC 1216.